# Теодора Коларова
Теодора Коларова е българска лекоатлетка. Състезателка на „КЛАСА“ в дисциплината 800 метра.

## Биография
Теодора Коларова е родена на 29 май 1981 година в град Варна.
Тя е шеста на 800 метра от ЕП по лека атлетика в Гьотеборг (2006). Първа на 800 метра на турнира в Патра (2006). През 2007 година по време на Балканиадата по лека атлетика в Атина поставя нов национален рекорд в бягането на 800 м в зала с постижение 2:00.07 мин. В крайното класиране, тя е втора – след румънката Михаела Няксу. През 2013 година на Европейското първенство по лека атлетика в Гьотеборг се класира на 10-о място.